# Valentin Duc
Pour les articles homonymes, voir Duc (homonymie).
Répertoire
début dans Arnold dans Guillaume Tell (1885), crée Karloo dans Patrie ! (1886). La Juive (1885), Raoul des Huguenots (1886), Rodrigue du Cid (1886), Robert dans Robert le diable (1888), Jean dans Le Prophète (1889), Rhadamès de Aïda (1890), Vasco dans L'Africaine (1890), un rôle dans Sigurd (1890), Zarastra dans Le Mage (1891), Hercule dans Déjanire (1898), Renaud dans Armide (1904).

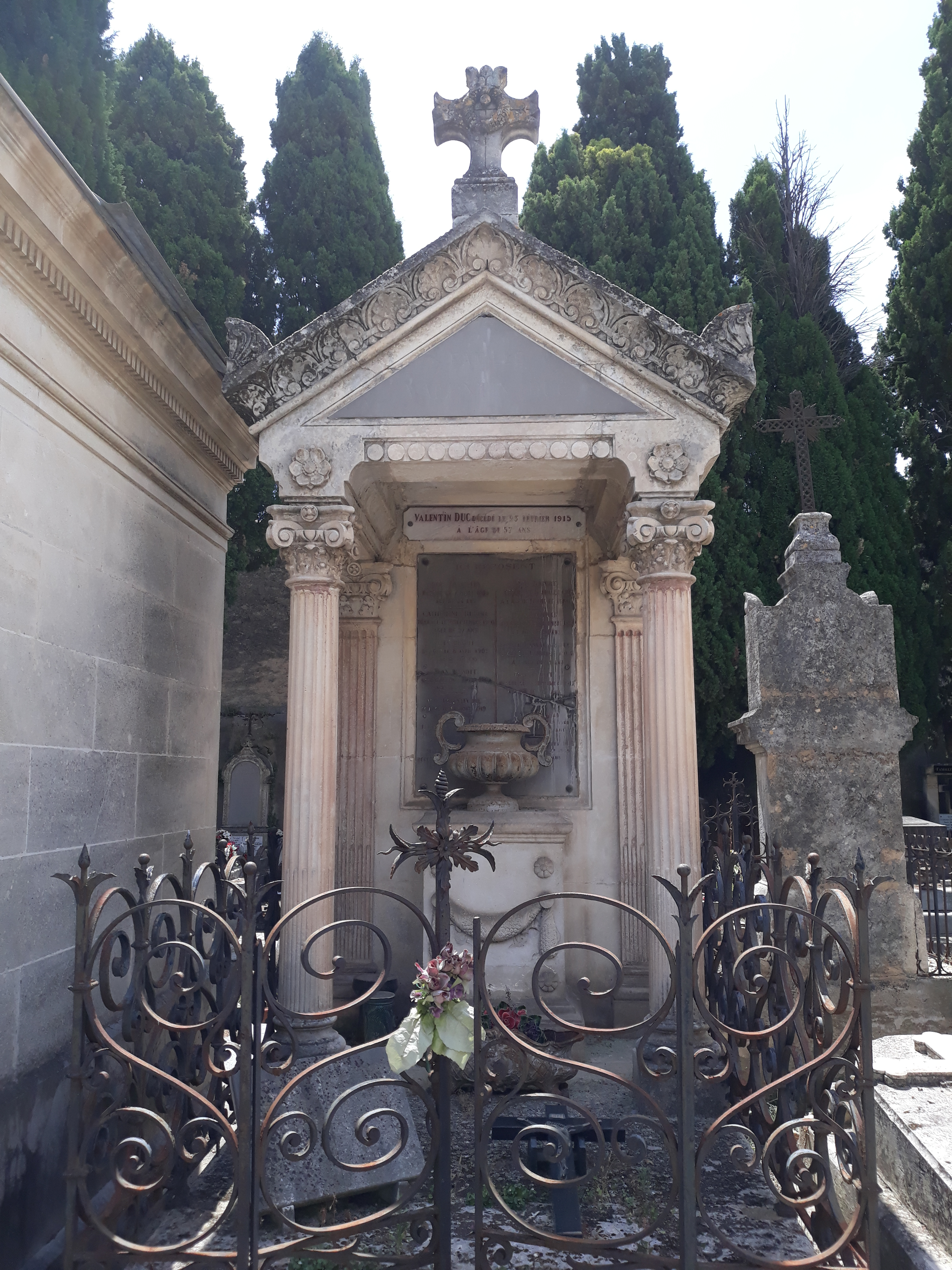
Sépulture de Valentin Duc au Cimetière vieux de Béziers.

Joseph Valentin Duc est un ténor français né le 24 janvier 1858 à Béziers et mort le 23 février 1915 également à Béziers. Il est inhumé au cimetière vieux de Béziers.
Valentin Duc est connu pour la création de Karloo dans Patrie ! de Paladilhe (20 décembre 1886), Déjanire de Camille Saint-Saëns (1898) avec reprise à l'Odéon en novembre 1898, Prométhée de Gabriel Fauré (1900), Messaline d'Isidore de Lara (1903), Les Hérétiques de Charles-Gaston Levadé (29 août 1905).

## Biographie
Joseph Valentin Duc est un chanteur français, fort ténor de l'Opéra. Il est connu pour son répertoire à l'Opéra de Paris, au Théâtre des Arènes à Béziers et des tournées mondiales qui l'ont conduit de Monte-Carlo à Saint-Pétersbourg, de Baltimore à Séville...
Fils de Valentin Duc (ou Duch) et de Marie Fabre, originaires de Tignes (Royaume de Savoie), il est le troisième d'une lignée de huit enfants. Ces parents s'installent à Béziers en 1850, y rejoignant une branche des Duc précédemment établie (Jean Duc, négociant, époux Anne-Marie Gayraud, et Laurent Duc, homme de peine, époux Marie Peronne). Dans le Tableau de recensement de la classe 1878, il est noté postillon de profession à cette date. Il quitte Béziers en 1879 pour son service militaire à Rochefort. Sa pratique de l'escrime a du favoriser son aisance sur scène lors d'interprétations dans l'opéra historique. Il est repéré par Cazeaux.
Il est à Paris en 1883 logé au 56 bd Richard Lenoir (27 octobre 1883) et il est reçu au Conservatoire de Paris (Cf. § 2.1. Formation). À la sortie du conservatoire, le 3 juin 1885, il réside au 16 bd Montmartre.
Le 30 avril 1891, il épouse Marie Catherine Plomteux, rentière (née le 29 décembre 1850 à Hannut, Belgique). Ils demeurent 29 place du Marché-Saint-Honoré. Il légitime alors par cet acte Robert né le 29 novembre 1890.
Quittant l'Opéra en 1893, il réside alors à Béziers "villa Frescaty" au 29 rue des Saint-Simoniens. Il y restera jusqu'à sa mort le 23 février 1915. Bien que résidant en ville, il n'a chanté au Grand-Théâtre que lors de manifestations exceptionnelles. Jamais, il n'a appartenu à la troupe permanente.

## Carrière

### Formation
Avant son Conseil de révision en 1878 (tirage au sort en 1879), ses études musicales ont surement eu lieu à Béziers dans le cadre orphéonique, et éventuellement dans les chœurs ou petits rôles du Grand-Théâtre de Béziers. En 1882, il est admis au Conservatoire de Paris, dans la classe de chant de M. Bussine et dans la classe d'opéra de M. Obin (1er accessit à la fin de la première année). Il est pensionnaire de la Ville de Béziers dès 1882.
Sorti du Conservatoire de Paris le 25 juillet 1885, Valentin Duc obtient le premier prix de chant devant un jury présidé par Ambroise Thomas et composé de Massenet, Delibes, Guiraud, etc. généralement encensé par la presse (malgré un article très négatif du Le Figaro).
Il obtient, dans la même promotion, le premier prix d'opéra devant le même jury complété par quelques interprètes (Auguste Vitu dans Le Figaro du 31 juillet 1885 prend le contrepied de son article précédent).

### Répertoire

#### Répertoire à l'Opéra de Paris[2]
Valentin Duc y débute dans Arnold de Guillaume Tell (août 1885). Il chante Eleazar de La Juive (1885), Raoul des Huguenots (1886), Rodrigue du Cid (1886), Robert dans Robert le diable (1888), Jean dans Le Prophète (1889, Rhadamès de Aïda (1890), Vasco dans L'Africaine (1890), un rôle dans Sigurd (1890), et enfin Zarastra dans Le Mage (1891).
Il y crée Karloo dans Patrie ! (1886).
Après l'incendie des décors de l'Opéra en 1893, il quitte la troupe pour entamer ses tournées mondiales.

#### Tournées en province et à l'étranger
D'après les dossiers des directions du Grand-Théâtre de Béziers, les articles de L'Hérault (1884-1891) et son importante correspondance familiale par carte-postale, nous pouvons arrêter cette liste :
- 5 septembre 1884 : concert au bénéfice des pauvres à Béziers (Grand-Théâtre).
- 30 avril 1886 : passage dans Les Huguenots, concert-récital à Béziers (Grand-Théâtre), il chante à l'église et au bénéfice des pauvres.
- 18 mars 1887 : passage dans Guillaume Tell, concert-récital à Béziers (Grand-Théâtre).
- 1er juin 1888 : concert-récital à Béziers (Grand-Théâtre).
- Avril 1890 : passage dans La Juive à Béziers (Grand-Théâtre).
- Avril 1891 : en représentation à Béziers (Grand-Théâtre) avec la troupe de Montpellier, il chante Le Cid de Massenet.
- 1895: Tournée Uruguay et Argentine (Montevideo et Buenos Aires): Il chante en italien : Aida, Gli Ugonotti; Guglielmo Tell, L´Ebrea et L´Africana.
- 1896 : concert de la Lyre Biterroise à Béziers (Grand-Théâtre).
- Avril 1897 (?) : Moscou.
- 28-29 août 1898 : il chante Hercule lors de la création de Déjanire[20].
- 1899 :
  - 1899 : en résidence au Caire[8].
  - 27-29 août 1899 : il chante à nouveau les soli d'Hercule lors de la reprise de Déjanire[21].
- 1900 :
  - 30 janvier 1900 : Sampier Darena (sic).
  - 2 février 1900 : Gènes.
  - Février 1900 : tournée en Italie - Parme, Turin, Rome, Naples, Bologne, Florence, Monaco-Monte-Carlo (« Grand succès hier dans Guillaume [Tell] je chante encore mardi et j’espère être à Béziers jeudi »), Nice - Marseille.
  - 26 et 28 août 1900 : il chante Kratos lors de la création de Prométhée[22].
  - Septembre 1900 : Aix-les-Bains.
- 1901 :
  - Février 1901 : « Nous prenons le bateau pour Bakou. »
  - 28 février 1901 : à Yalta (« Nous entrons dans le port de Novorossik ») - Odessa.
  - 7 mars 1901 : Théâtre de Tiflis.
  - 1er avril 1901 : « Je suis allé à Bakou donner un concert où j’ai eu un grand succès ». Il prévoit de partir pour Karkov pour une dizaine de jours et 2 représentations avant le retour à Paris.
  - Avril 1901 : en rentrant de Russie, Varsovie, Cologne, Hanovre.
  - 22 septembre 1901 : il chante Les Huguenots à Tiflis avant départ pour Bakou.
  - 31 décembre 1901 : New-York – Départ pour La Nouvelle-Orléans.
- 1902 :
  - 5 janvier 1902 : il chante La Juive à La Nouvelle-Orléans.
  - 19 février 1902 : départ pour Galvaston (sic), Texas.
  - Mars 1902 : Chatta Nooga (sic) – Birmingham – Atlanta – Washington – Baltimore.
  - 19 avril 1902 : il chante Ave verum de Pessard lors de l'inauguration du grand-orgue d'Agde.
  - 28 juin 1902 : Vichy (« Je partirai mercredi à 4h pour Béziers où j’arriverai à 6 h jeudi matin. Je passerai 3 ou 4 jours »). Il chante dans Guillaume Tell.
  - 30 août 1902 : Séville – Cadix. Il prévoit d'être dans 10 jours à New York puis La Havane et Mexico.
- 28 août 1904 : il chante Renaud lors de la première représentation d' Armide[23] au Théâtre des Arènes, devant plus de 12 000 spectateurs. Le 30 août, la deuxième représentation d' Armide est interrompue par la pluie dès le premier acte, il chante donc à nouveau le lendemain[24].
- 1906 :
  - 26 mars 1906 : il chante un air de Sigurd au Théâtre des Célestins lors d'une soirée de gala de l'Harmonie Lyonnaise.
  - 19 mai 1906 : il chante Les Huguenots à Romans.
- 28 juillet 1907 : Carcassonne.

Sa carrière s'achève dès 50 ans en 1908, à la suite d'un évènement familial.

#### Style - Esthétique
Il incarne le type même du fort ténor de l'opéra romantique, à l'exemple de Agustarello Affre ou Léon Escalaïs.

#### Interprétations marquantes
- Déjanire en 1898 au Théâtre des Arènes à Béziers (reprise à l'Odéon en novembre 1898[26] : "Mlle Armande Bourgeois, à la voix superbe et M. Duc, brave enfant du pays, tenaient magistralement les rôles de choriphées."[27]
- Reprise de Déjanire en 1899 au Théâtre des Arènes à Béziers : "M. Duc [a] dû bisser [...] le final du troisième."[28]
- Renaud dans Armide en 1904 au Théâtre des Arènes à Béziers : "Les honneurs de la journée sont revenus à M. Duc, qui figurait Renaud. [...] c'est du style le plus pur, le plus sobre et le plus juste, avec une tenue et une simplicité parfaites, que M. Duc a chanté..."[29] et "Valentin Duc était en possession de tous ses moyens. Il a nuancé avec goût les motifs de tendresse, et sa belle voix a éclaté vibrante dans les passages de force. Il a partagé le triomphe de sa partenaire Félia Litvinne."[30] Pour la deuxième représentation, "À la fin de l'œuvre, une colossale ovation a été faite à Félia Litvinne et Valentin Duc par 8000 spectateurs."[31]
- Les Hérétiques en 1905 au Théâtre des Arènes à Béziers : "Le ténor aimé des Biterrois, Valentin Duc, a donné avec une aisance étonnante son fameux ut dièze au duo du premier acte. Malgré une véritable tempête de vent, les voix si claironnantes, si puissantes de M. Duc et de Mlle Mazarin dominaient l'immense amphithéâtre. M. Duc a remporté un beau succès. [...] M. Hérold et M. Levadé sont venus féliciter les artistes, notamment M. Duc et Mlle Mazarin."[32]
- La Vestale en 1906 au Théâtre des Arènes à Béziers : "M. Duc à la voix encore éclatante, sut donner au rôle de Licinius la fougue qu'il comporte."[33]
- Après une interprétation de La Juive, à Paris, dans la presse parisienne : "La réapparition de M. Duc ne fut pas seulement triomphale, elle fut aussi un enseignement. Elle apprit à la nouvelle génération ce qu'était cette race à peu près disparue du fort ténor."[34]

### Iconographie[35]

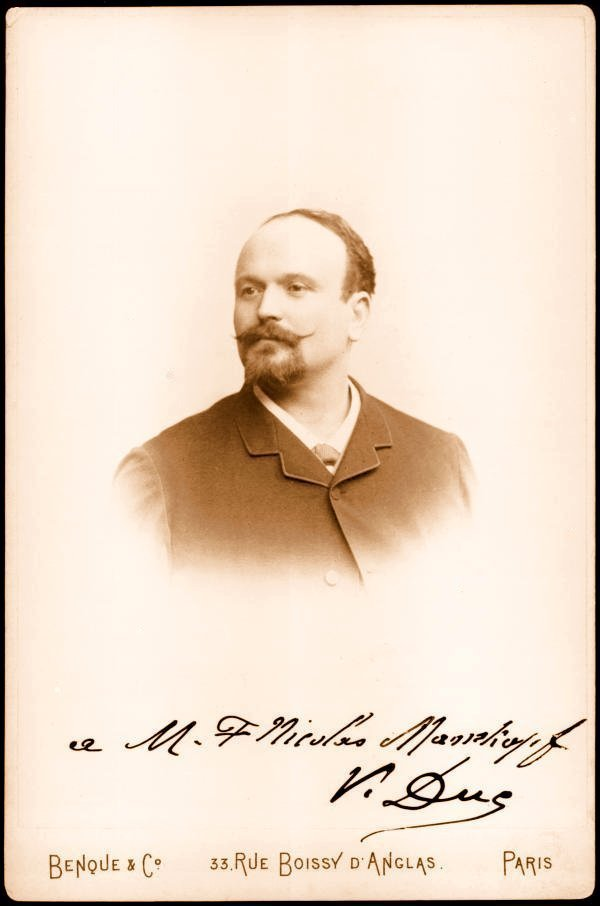
Valentin Duc, par J. Benque photographe à Paris (vers 1890).
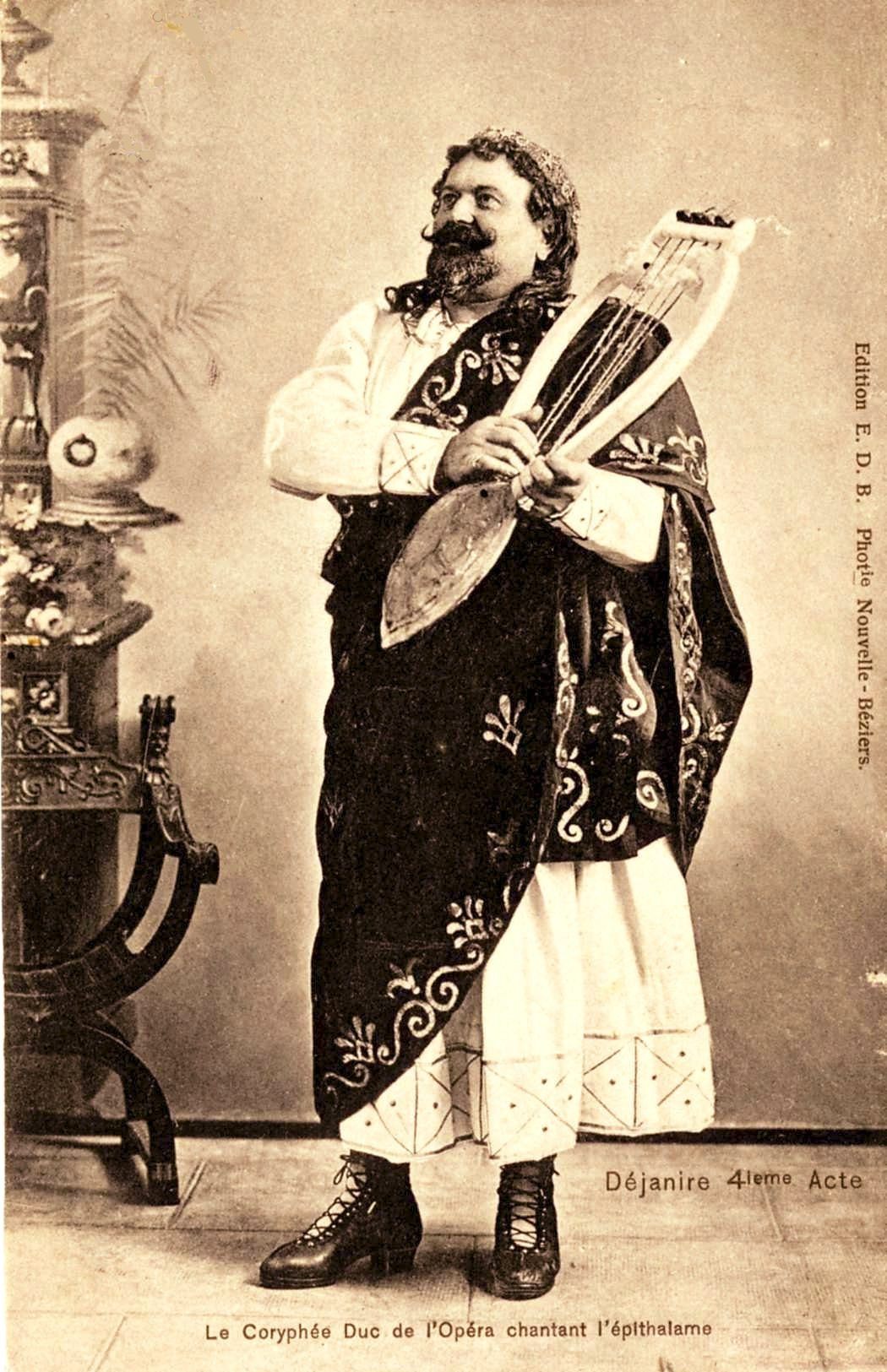
Valentin Duc, représentations de Déjanire, 1898-1899.
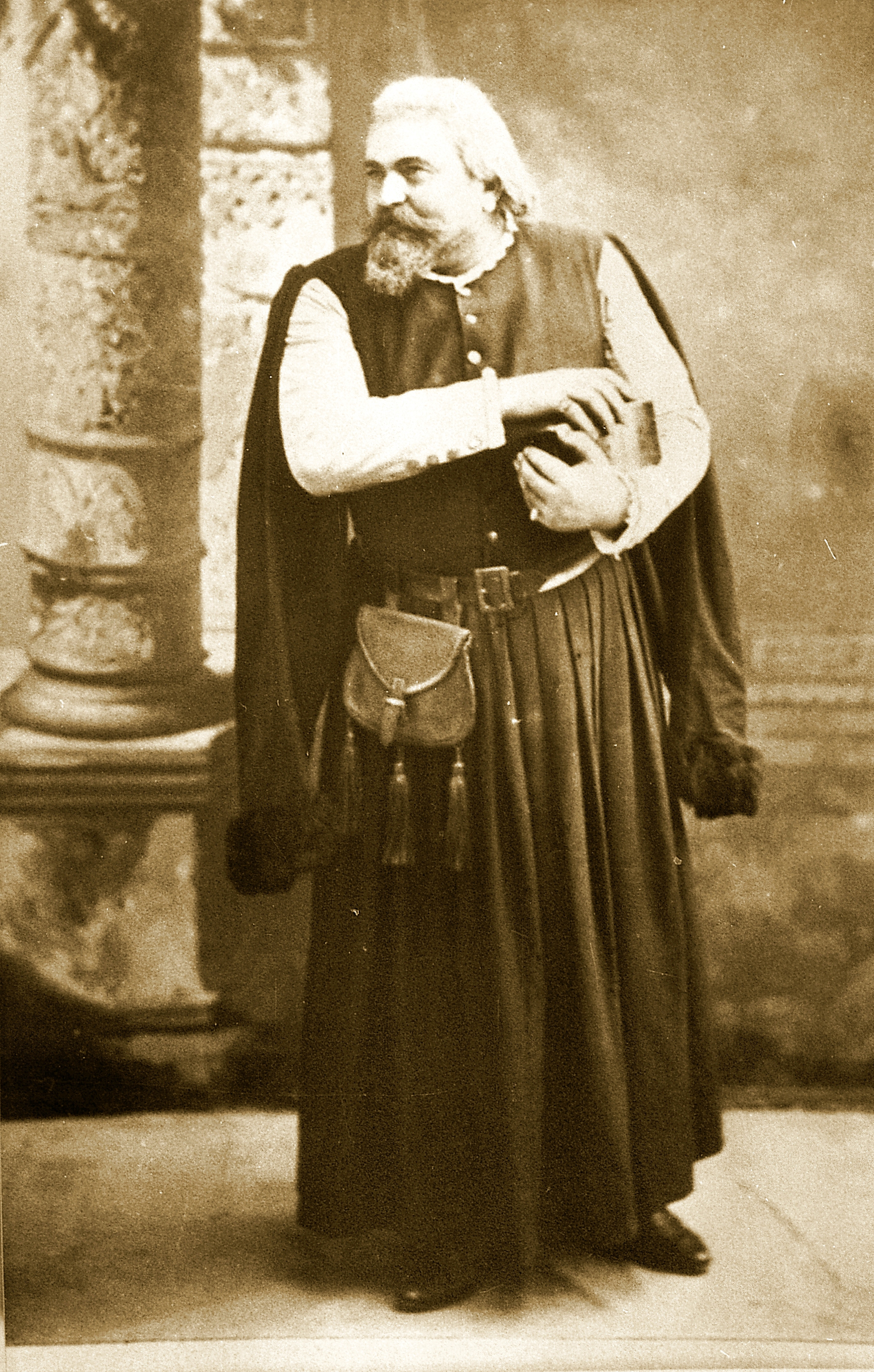
Portrait de Valentin Duc en costume de scène.
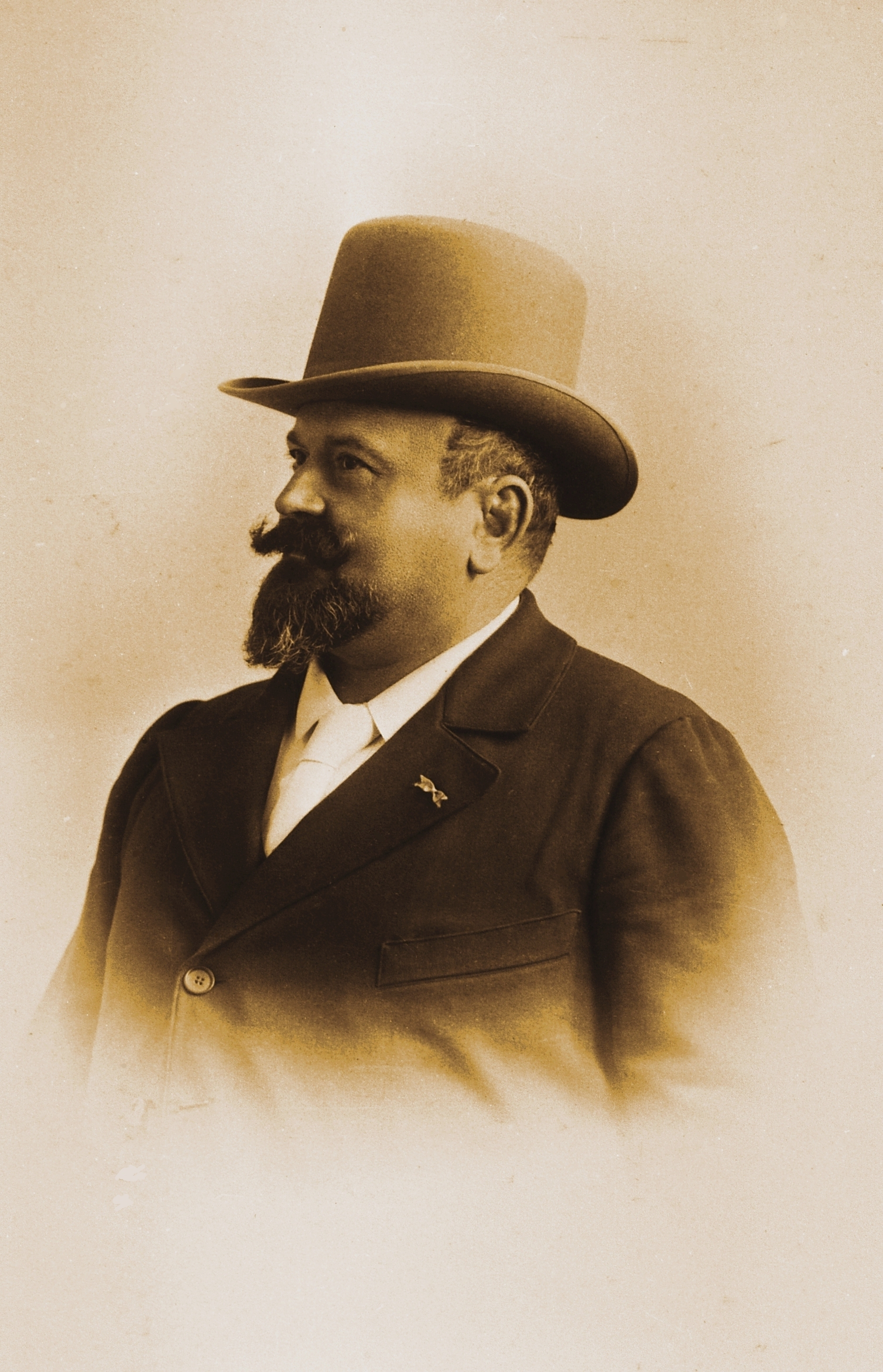
Portrait de Valentin Duc, après 1907.

### Discographie
Il n'existe pas d'enregistrement sonore connu de Valentin Duc, à la différence d'autres ténors biterrois de cette époque (par exemple Agustarello Affre, ou Léon Escalaïs pour le narbonnais).